# Fürstentum Klezk
Das Fürstentum Klezk (belarussisch Клецкае княства) war ein Herrschaftsgebiet um Klezk im heutigen Belarus.
1127 wurde ein Fürst von Klezk erwähnt. Seit dem 15. Jahrhundert wurde das Gebiet meist als Powiat Klezk bezeichnet.

## Geschichte
Eine slawische Siedlung existierte in Klezk seit dem 9. Jahrhundert, seit dem 11. Jahrhundert eine Burg. Diese gehörte wahrscheinlich zum Fürstentum Turow.
Für 1127 wurde als einziger Fürst von Klezk in dieser Zeit Wjatscheslaw Jaroslawitsch erwähnt, der an einem Kriegszug russischer Fürsten nach Polozk teilnahm. Nach 1142/1146 und 1149 gehörte Klezk zum Herrschaftsbereich von Swjatoslaw Olgowitsch. Danach gehörte es wieder zu Turow.
1320 kam das Gebiet zum Großfürstentum Litauen. 1442 bekam Klezk als regionales Herrschaftszentrum eine begrenzte Autonomie. 1452 wurde die Struktur als Herrschaft Klezk bezeichnet, später meist als Powiat Kleck. Anfang des 16. Jahrhunderts gab auch wieder die Bezeichnung Fürstentum Klezk.
1558 kam das Gebiet an die Fürsten von Radziwiłł. Dort wurde es als Państwo Klecko (Herrschaft Klezk) bezeichnet. Es war administrativ, juristisch und militärisch eingeschränkt selbstständig. 1579 wurde Klezk Zentrum einer Ordination, d. h. einer Verwaltungseinheit des Herrschaftsgebietes der Radziwiłł (mit den Städtchen Alyzk und Njaswisch und dem Fürstentum Dawid-Gorodok). Im 17. Jahrhundert gab es in Dokumenten der Radziwiłł wieder den Begriff Fürstentum Klezk.
1791 wurde das ehemalige Fürstentum Klezk Teil eines Powiat Sluzk in der Woiwodschaft Nowogrodek, gemeinsam mit den ehemaligen Fürstentümern Sluzk und Njaswisch. 1793 kam das Gebiet dann zu Russland in das Gouvernement Minsk.

## Territorium
Das Gebiet lag am oberen Lan. 1558 umfasste es ungefähr den heutigen Rajon Klezk und den südlichen Teil des Rajon Naswischski.
Seit Mitte des 16. Jahrhunderts war der Powiat Klezk eingeteilt in die Kreise Walasny, Wjaschewizki, Kanjuschski, Maleuski, Sinjauski und Zjazerauski mit 698 Weilern. Zum Klezker Land gehörten 45 Weiler, das Städtchen Sinjauka und 52 Dörfer.

## Herrscher von Klezk
- Wjatscheslaw Jaroslawitsch (1127)
- Swjatoslaw Olgowitsch (nach 1142/1146, 1149)
- Jamantas (1398), Sohn von Tuluntas, Vertrauter von Großfürst Vytautas von Litauen
- Siegmund (1401– ), Sohn von Kęstutis, Bruder von Vytautas
- Roman (1404– ), Sohn von Fjodor
- Švitrigaila ( –1433), Sohn von Algirdas, Großfürst von Litauen
- Michael (1442), Sohn von Zygmunt von Masowien
- Kasimir IV. (1452– ), Großfürst von Litauen
  - Alexander, Sohn von Kasimir, Großfürst von Litauen
  - Siegmund I. der Ältere, Großfürst von Litauen
- Iwan (um 1492– ), Sohn von Wassili Jagiellonicz
- Fjodor ( –1521/22), Sohn von Iwan
- Bona Sforza (1522–1556), Großfürstin von Litauen
- Fürsten von Radziwiłł (1558–1791)
- Stanisław Kasimir Radziwiłł (1683)